# P2Y12
P2Y12 es un quimiorreceptor (o quimiosensor, en inglés)  para adenosín difosfato (ADP) encontrado en la superficie de las células de las plaquetas sanguíneas.  Se continua en el  grupo de nucleótidos o de receptor purinérgico. 
Es un importante regulador de la coagulación de plaquetas.  La droga Clopidogrel blinda a este receptor y es vendida como un "antiagregante plaquetario".   En un artículo de abril de 2006, se analiza el rol de la serotonina transportada por plaquetas en la regeneración del hígado, donde se usó esta terapia de método de la droga  anticoagulante plaquetaria